# Otus longicornis
Otus longicornis là một loài chim trong họ Strigidae.